# Gyógyszerész

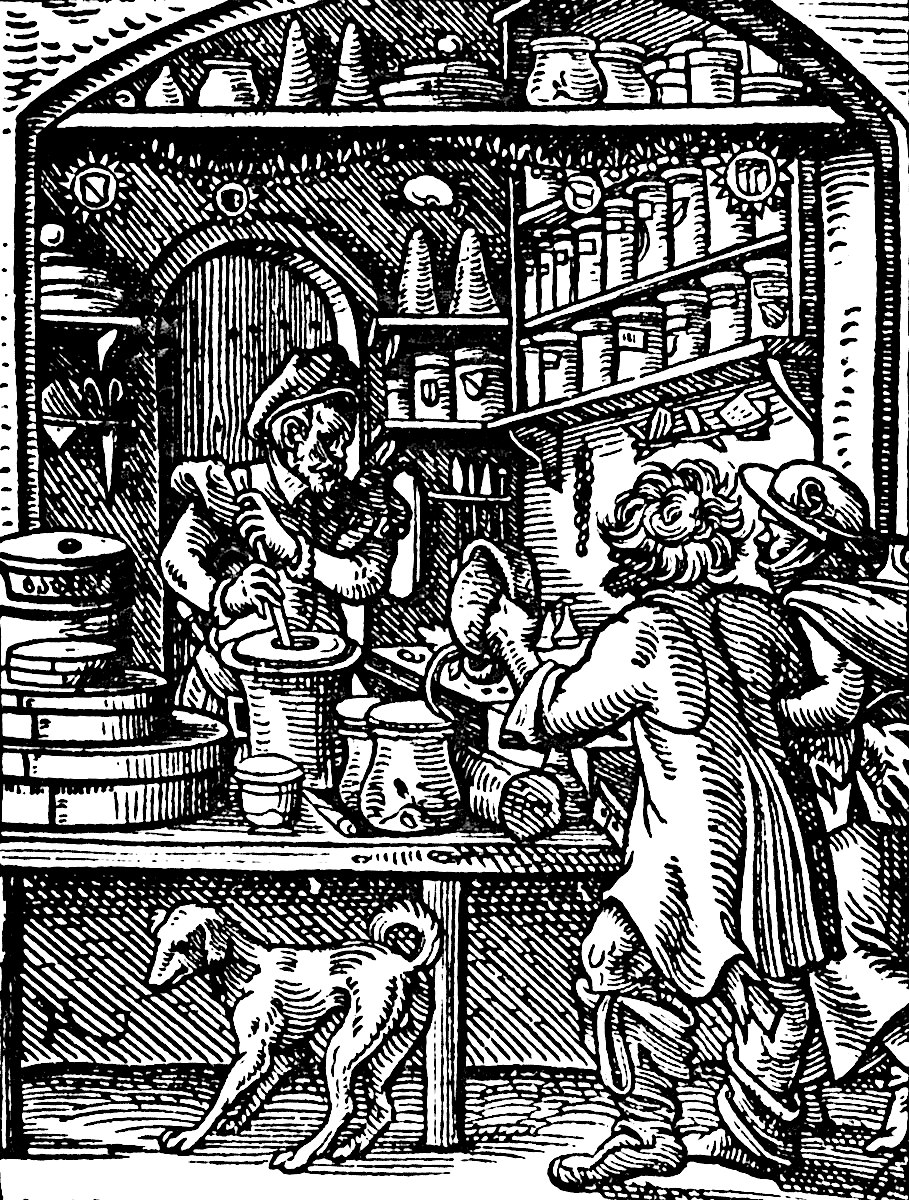
Gyógyszerész 1568-ban

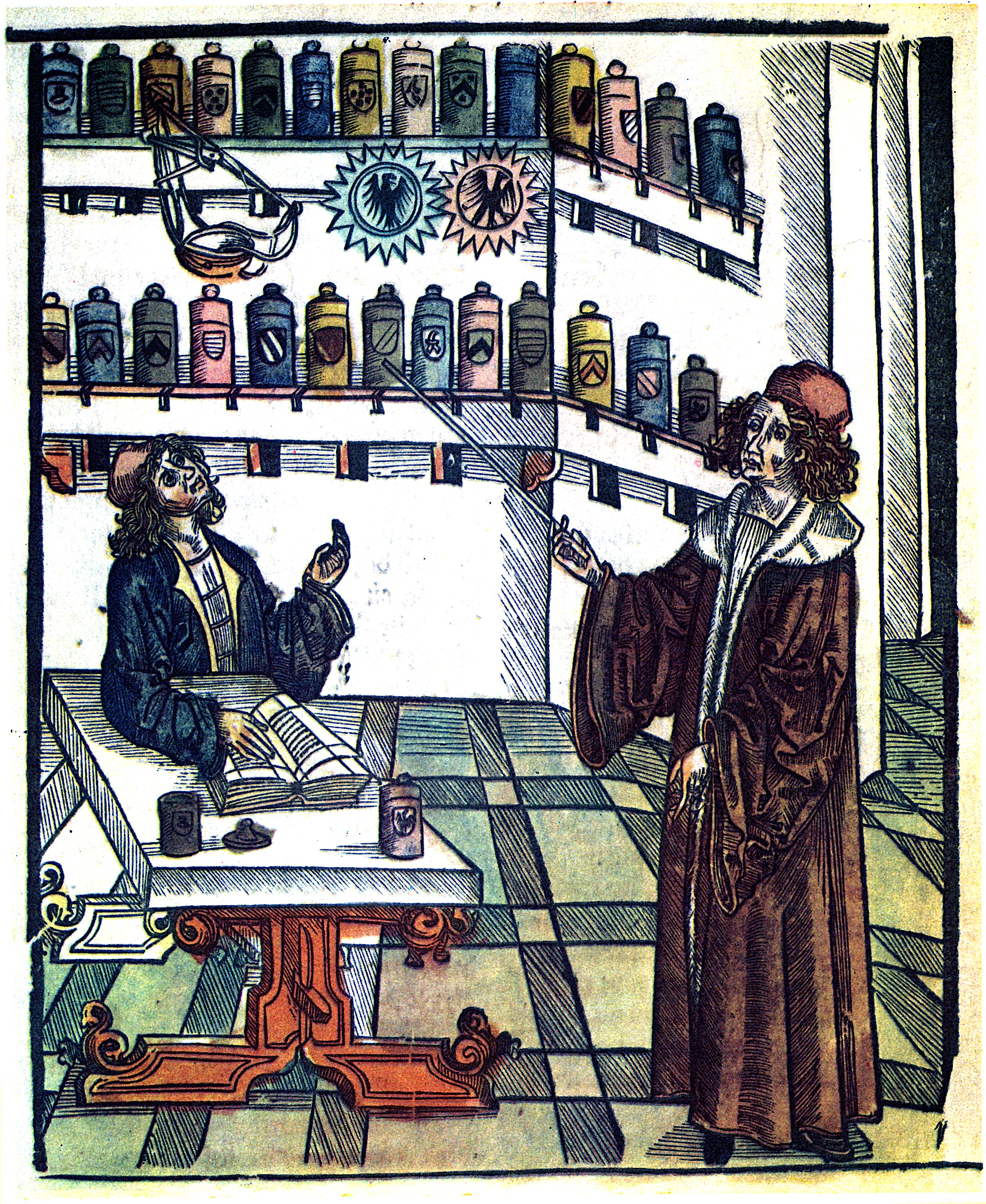
Gyógyszerész és orvos Brunschwigból

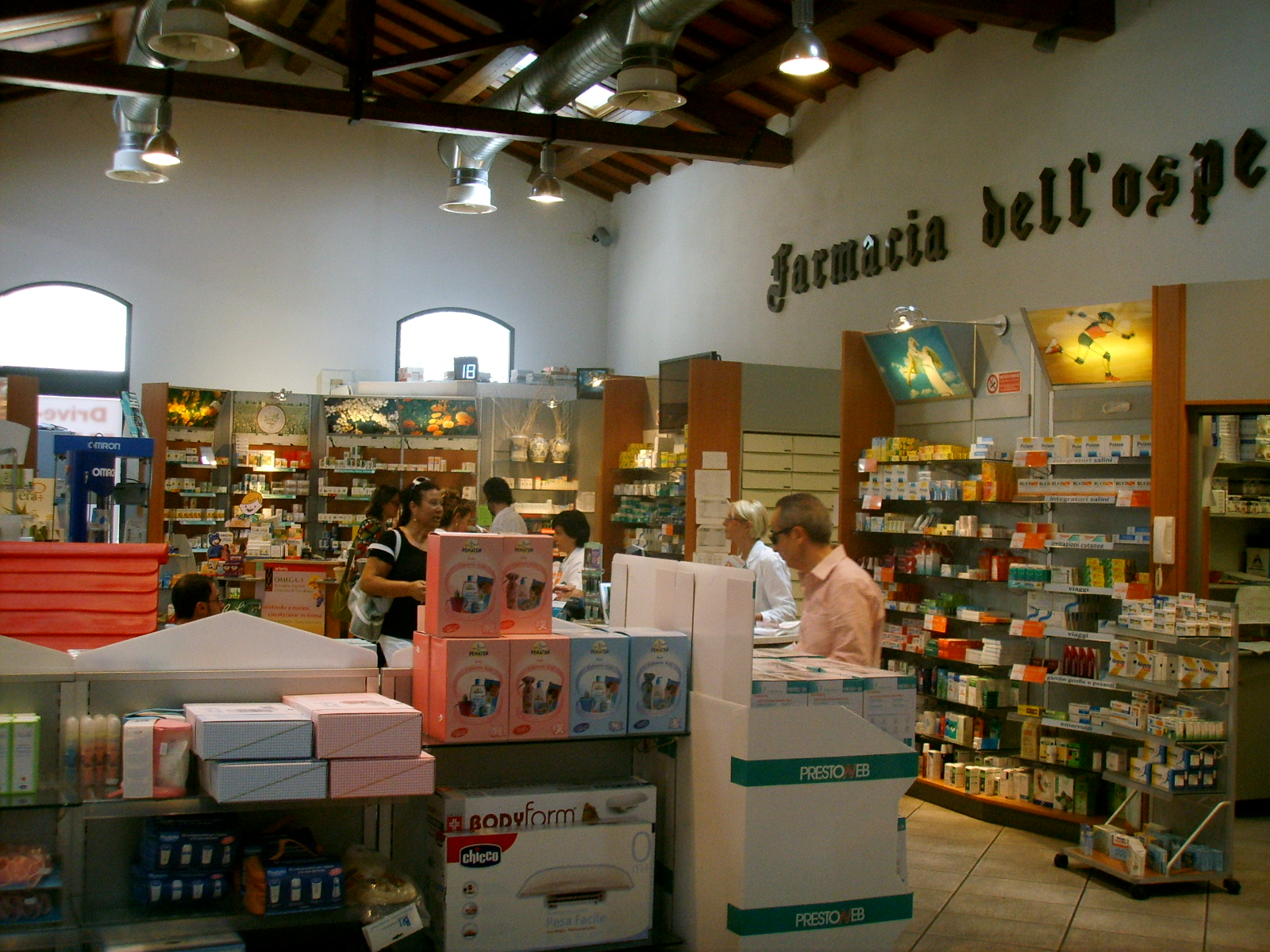
Gyógyszerészek Prato városában(Via Roma, 123, 59100 Prato, Olaszország +39 0574 25176)

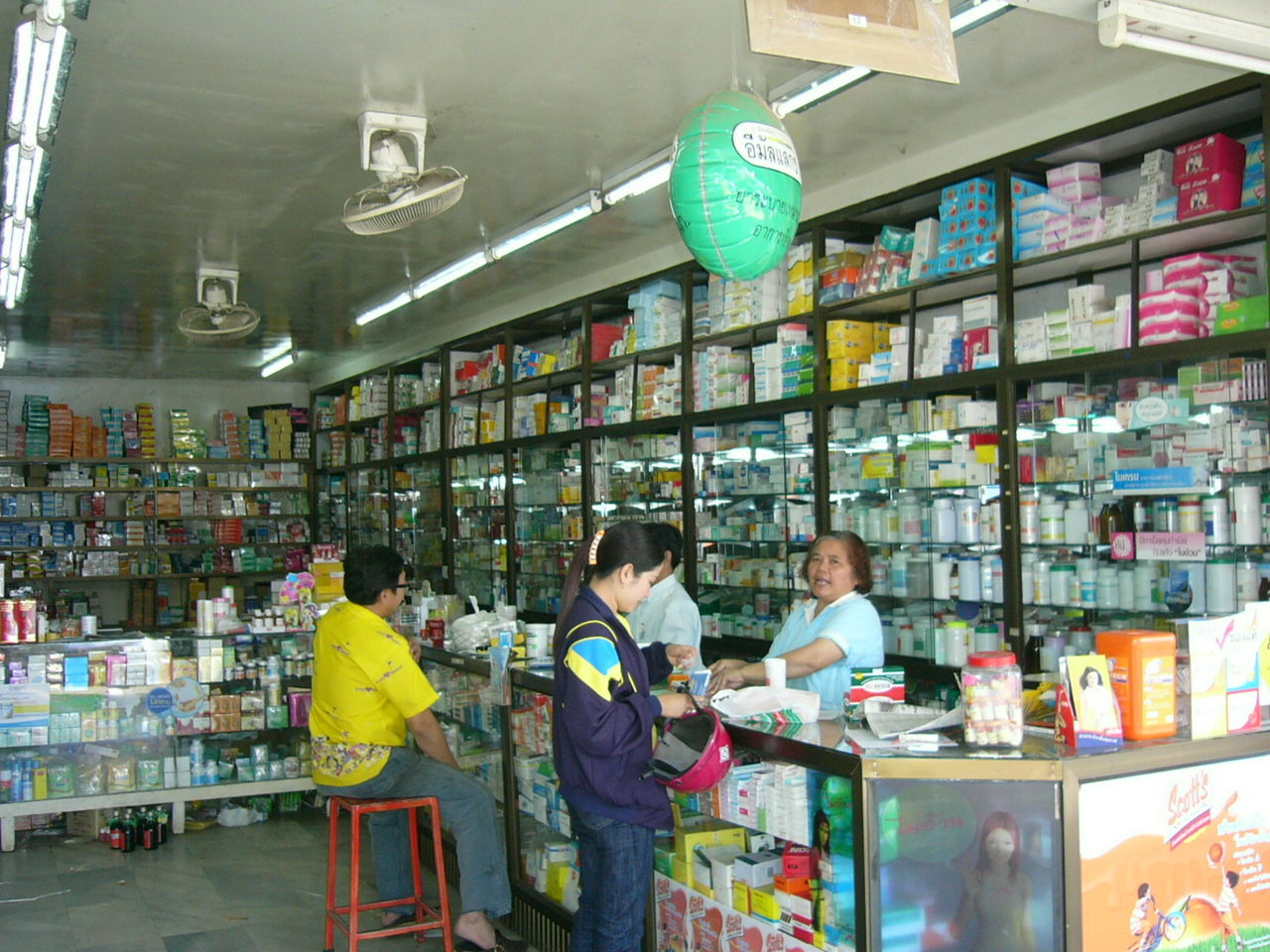
Gyógyszertár Sakon Nakhonban, Thailand

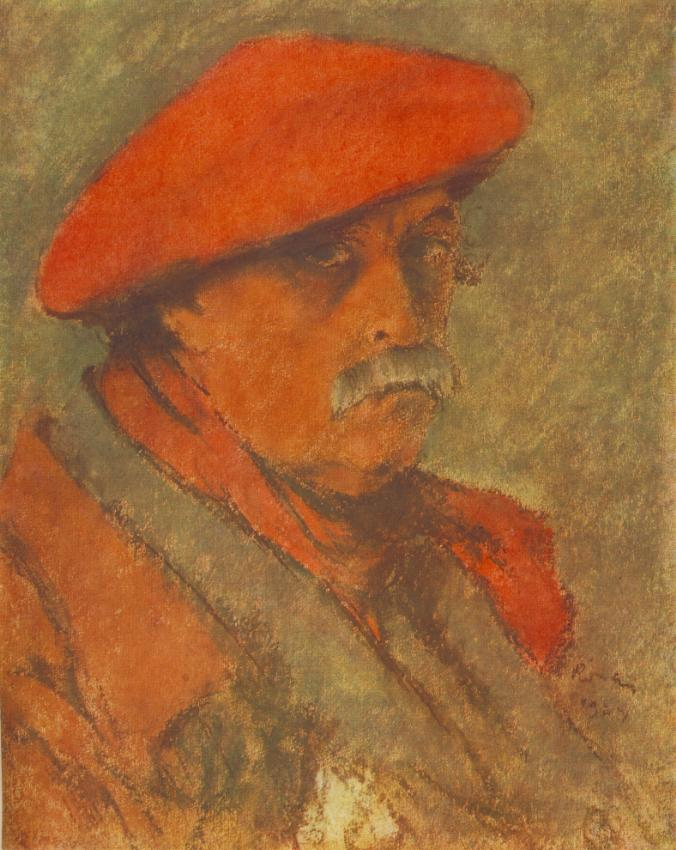
Híres gyógyszerészek... Rippl-Rónai József Vörössapkás önarckép (1924)

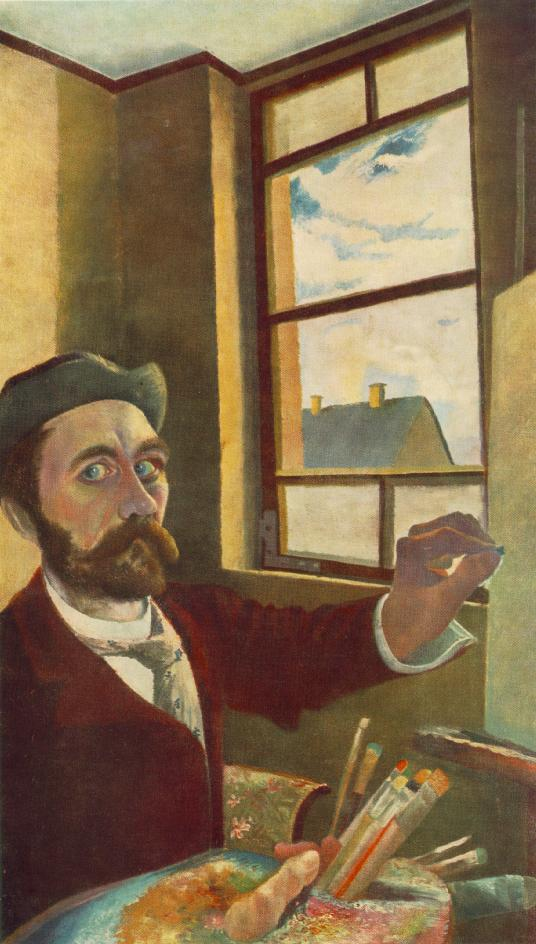
Híres gyógyszerészek...Csontváry A festő önarcképe (1900

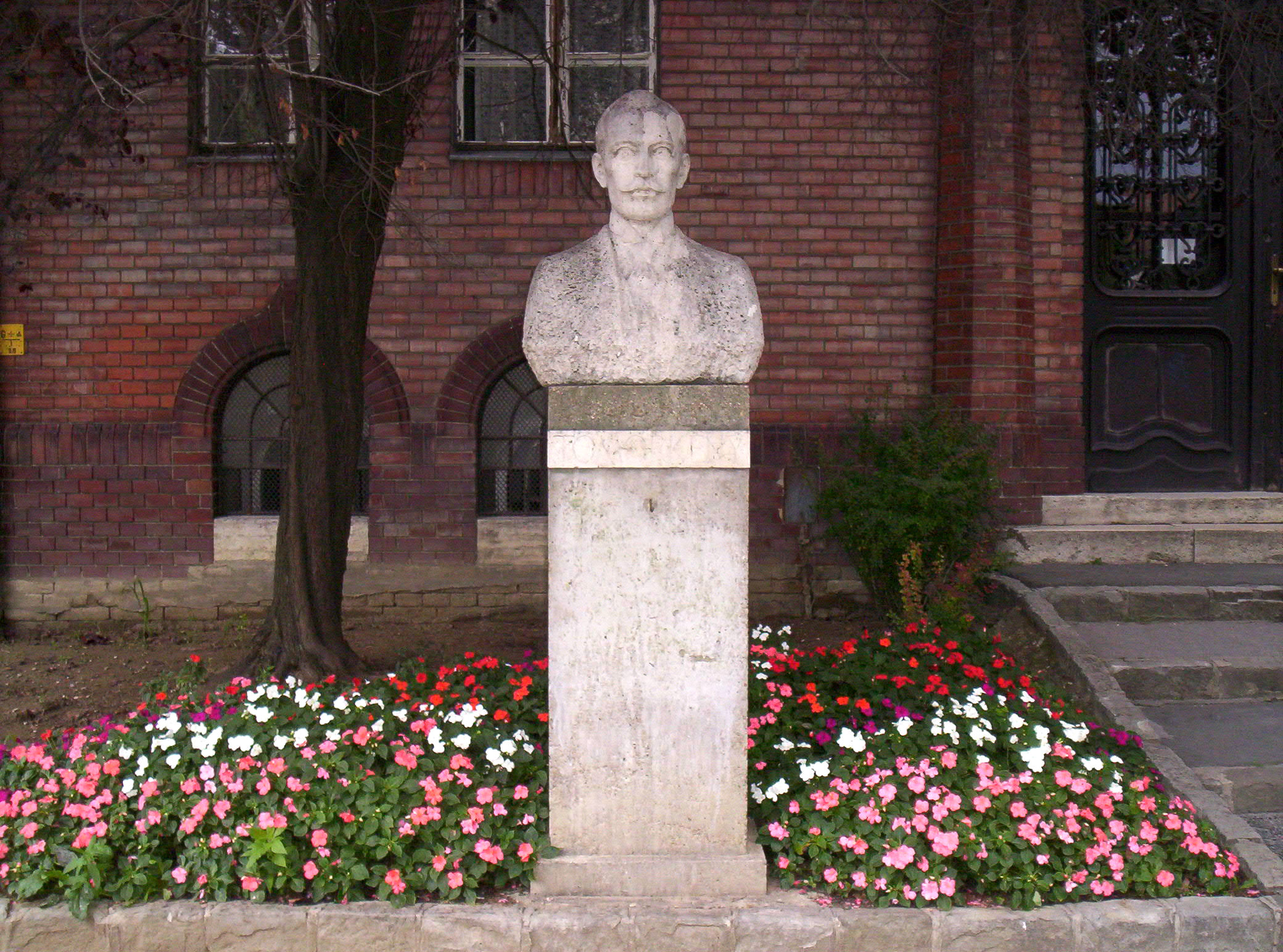
Híres gyógyszerészek...Tömörkény István szobra Szegeden, a róla elnevezett gimnázium előtt.

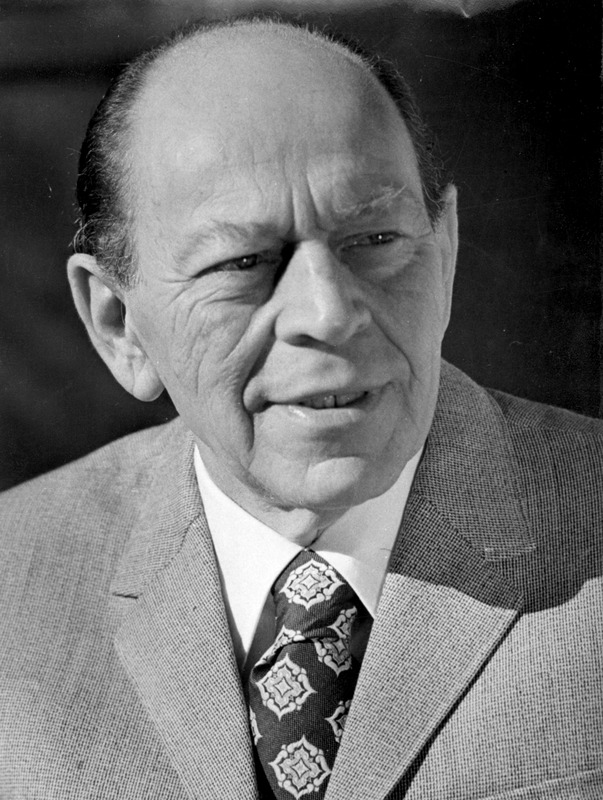
Híres gyógyszerészek...Örkény István

A gyógyszerész (régies: patikárius, gyógyszerárus) gyógyszerészeti feladatokat ellátó, egyetemi végzettségű szakember. A gyógyszerész a társadalom professzionális alrendszerében az egészségügyi ellátó rendszer részeként dolgozik, ahol a gyógyító tevékenységének bináris kódja az egészség és betegség viszonya. A gyógyszertárak működésének személyi feltétele a gyógyszerész, amely a személyes gyógyszertár-működtetési (személyi) joggal realizálódik. A gyógyszerész az utolsó láncszem az egészségügyi ellátásban, aki még befolyásolhatja a beteget. Megerősítheti a bizalmat a gyógyszerben, annak hatásában, hatékonyságában és ezáltal a beteg gyógyulásában. A gyógyszerésznek ehhez figyelembe kell vennie a betegek elvárásait, és az Ő gondolatmenetük szerint kell megtanulni kommunikálni velük. A gyógyszerész nem tévedhet, a gyógyszerész a gyógyítás folyamatában az utolsó láncszem.
Az orvos gyógyszeres terápiával kapcsolatos döntéseinek kontrollja a gyógyszerészi munka. A gyógyítási folyamatban a gyógyszerész lehet az első, de az utolsó láncszem, ahol a beteg még irányítható, ellenőrizhető. A gyógyszerész így válik az első számú “kapu-őrré” a gyógyszeres terápiában. Megjegyzendő, hogy Magyarországon gyógyszerészek nem jogosultak recept írásra, csak orvosok, fogorvosok és állatorvosok, ellentétben pl.: az USA-val vagy Angliával, ahol bizonyos gyógyszerhatástani csoportokba tartozó gyógyszereket rendelhetnek gyógyszerészek. Ez a jogosultság főleg a kórházakban, klinikákon kezd gyakorlattá válni.

## Gyógyszerészet
A gyógyszerészet (farmacia) eredetileg a gyógyszerek, gyógyszerkészítmények előállításával és kiadásával foglalkozik. A gyógyszerek készítésének, elosztásának a tudománya és művészete. Manapság már egyéb feladatkörök is beletartoznak, mint amilyen például a gyógyszer-technológia, az állati és növényi eredetű drogokat leíró (farmakognózia) gyógyszerészi kémia, ipari gyógyszerészet, intézeti gyógyszerészet, klinikai gyógyszerészet, gyógyszer-kereskedelem, gyógyszer-marketing, gyógyszerkutatás, betegellátás, beteg-gondozás, felvilágosítás, a gyógyszerellátás szervezése, és gyógyszer-felügyelete, és a gyógyszeres interakciók monitorozása. A gyógyszerészeti feladatokat gyógyszerészek végzik, gyógyszertári asszisztensek segítsége mellett. A gyógyszertár közegészségügyi intézmény, dolgozói egészségügyi közfeladatot ellátó személyek.

## A "gyógyszerész", "patikárius", "apotecharius" és "gyógyszerárus" szavak etimológiája
- A szócsalád gyógy- töve a jó melléknév régi jóg középfokú alakjából lett. A szóeleji j đ gy alakulására példa a jer–gyere, jön–gyün vagy nyelvjárási jökér–gyökér szópár, a gyógul g-je már a szókezdő hang hatására palatalizálódott. Ez a tő a nyelvújítás kora óta számos összetétel előtagja lett: gyógyszer, gyógyszertár, gyógynövény, gyógyeljárás, gyógyhatás stb.[6]
- Maga a "gyógyszer" elnevezés görög megfelelője a "farmakon" egyszerre jelentett mérget és orvosságot. A "gyógyszer" szó, hasonlóan a többi gyógy- előtagú összetett szavainkhoz, a nyelvújítás korából származik, az etimológiai szótár szerint Bugát Pál említi először a "Természettudományi Szóhalmaz"-ban (Budán, 1843). Az előtagot a "gyógyít", "gyógyul" igékből vonták le, illetőleg – legalább részben – a gyógyító igenevet rövidítették meg. "Gyógyító szer" elnevezésként 1775-ben már használatos volt. Ezelőtt a "Pharmacum", "Medicamentum" szavak voltak a köznyelvben használatosak.
- farmakon (görög)Gyógyszer, gyógy-anyag, patikaszer.[7]
- Az „apotheca” latin jövevényszó, a görög „apothéké”-ből (raktár) ered, amely főnév az „apo-„ (le-, félre-, el-) és „tithenai” (tesz, helyez, őriz)elemekből áll. Az ókorban a tároló helyeket nevezték „apotheca”-nak: apotheca vinorum=bortároló, Galénosznál, az „apotheke” a könyvek tároló helye(később bibliotheca). Az „apotheca” megnevezést a középkorban egyformán használták, csűrök, raktárak, üzletek és éléskamrák megnevezésére, amelyekben könyveket, növényeket, fűszereket és gyógyszereket tároltak. Az egyes nemzeti nyelvekben a szó különféle formákban került át, németül „Apotheke” (apoteke, apentek, apteke), oroszul „aptyeka”, olaszul „botega” (ma már nem használják), spanyolul „bodega”, franciául „boutique”. Azok a középkori szerzetesrendek, amelyek gyógyítással is foglalkoztak, - benedekrendiek, johanniták, ciszterciták, premontreiek, ágostonrendiek, pálosok, minoriták, ferencesek - házipatikákat tartottak fenn.
- II. Frigyes 1241-es rendeletében tette hivatalossá az „apotheca” elnevezést a gyógyszerkészítő „statio”-ra. Innen vették át az egyes nemzeti nyelvek. A gyógyszerkészítés helyét a korai középkorban még nem hívták apothecának, hanem a következő megnevezéseket találjuk rá Európa egyes helyein: armarium pigmentorum, stationes specialium, operatorium, confectionarium. 1303-tól találunk forrásokat hazánkban az apotheca, apothecarius kifejezések használatára. A klasszikus görög-római-arab alapokra visszavezethető gyógyszerkészítés tudománya a kolostori gyógyítás részeként jelent meg hazánkban is az államalapítást követően, azonban ezekről nem maradtak fenn írásos emlékek. Az apotheca szót gyógyszerek tekintetében később, valószínűleg az ezredforduló körül használták először „apotheca medicamentorum” értelmében.
- Magyarul: apotéka, patika (patica), „patikaszerszámos bolt”. A gyógyszertár szó a nyelvújítás korától terjedt el és vált hivatalossá.
- a patika, patikárius szavak első írásos emlékei erdélyi keletkezésű levéltári anyagokban, az Erdélyi Magyar Szótörténeti Tár köteteiben találjuk meg.[8] A patika, patikárus szavak első írásos említése 1570-ből, Kolozsvár város törvénykezési jegyzőkönyvéből származik. A patikárius szót később jelzői szerepben is használták. Több erdélyi nemesi család irattárában találunk utalást erre. Így 1746-ban a Kornis család levéltári anyagában a „patikárius Schwarz uram”, 1784-ben a Suky családnál „Patikarius Mauks Tobias”, 1831-ben a makfalvi Dósa család levéltárában a „Patikarius Roth Károly Urnak” bejegyzés olvasható. A patika szavunk legelőször 1656-ban jelenik meg ugyancsak egy erdélyi írásos emlékben Teleki Jánosné Teleki Mihályhoz írt levelében: „Nekem küldj, ha lehet a patikábúl, vagy a doctorukbúl egy kevés fenyőmag olajat...”
- gyógyszerárus szavunk a dési levéltárban egy 1850-ből származó feljegyzésben fordul elő először.[9]

## A gyógyszerészi etika
- Az általános erkölcsi szabályokon alapul (becsületesség, együttműködés, titoktartás)
- Alapelv a „sohasem ártani” parancsa!
- Minden gyógyszerészt, aki hivatásszerűen gyógyszerészként tevékenykedik, kötelez a Magyar Gyógyszerész Kamara etikai kódexe, a Kódex több etikai előírása betegjogként is megfogalmazható
- A gyógyszerész-beteg kapcsolatban alapvető etikai elv az emberi méltóság tiszteletben tartása.
- Lényeges elem a titoktartás.
- Minden ember egyenlő, előítélettel senki irányában nem viseltethetünk.
- Etikai vétség, ha a beteget ok nélkül várakoztatjuk.
- Súlyos etikai vétség, ha a beteg terápiája a nem megfelelő tájékoztatás következtében csorbát szenved.

## A gyógyszerészek szerepe a gyógyszertárak működtetésében
A létszámigény a forgalomtól és nyitvatartástól függően különböző.

### A gyógyszerészi működés feltételei
A gyógyszerészeti feladatkörök ellátásához, a gyógyszertárak vezetéséhez gyógyszerészi diplomával kell rendelkezni, amit az egyetemek gyógyszerésztudományi karain lehet megszerezni.
A törvény szerint a felsőoktatásról szóló 2005. évi CXXXIX. törvény 63. § (6) bek. az alábbiak szerint módosul: "Az orvosok, a fogorvosok, a gyógyszerészek, az állatorvosok, a jogászok oklevele doktori címet tanúsít. Ezek rövidített jelölése: dr. med., dr. med. dent., dr. pharm., dr. vet., dr. jur."

### Szakképzett dolgozók
Gyógyszerészek
Gyógyszertári asszisztensek

### Gyógyszertárvezető
Gyógyszertárat csak gyógyszertár vezetésére jogosult gyógyszerész vezethet (kivéve: kézi-gyógyszertár)
- A gyógyszertár működéséért elsősorban a gyógyszertárvezető a felelős, akinek kötelessége a dolgozók munkáját megszervezni, irányítani és ellenőrizni.
- Csak egy gyógyszertárat vezethet (ide nem értve a fiók- vagy a fiókból közforgalmúvá alakult patikát). Más gyógyszertárban vagy gyógyszertárat működtető gazdasági társaságban nem dolgozhat (ilyennel munkavégzésre irányuló semmilyen jogviszonyban nem lehet). Felelős a szakmai munkáért, ellenőrizhet, utasíthat (ez a fiókgyógyszertárakra is vonatkozik.
- Gyógyszertárvezető okleveles gyógyszerész lehet
- Magyar egyetemen gyógyszerészi diplomát szerzett vagy külföldön szerzett diplomáját honosították
- Külön jogszabályban meghatározott szakképesítéssel rendelkezik
- A gyógyszerészek nyilvántartásába felvételt nyert és működési engedélye van
- Személyes gyógyszertár-működtetési (személyi) jog a megfelelő gyakorlattal rendelkező gyógyszerész részére, közforgalmú gyógyszertár (ide nem értve intézeti gyógyszertár lakossági gyógyszerellátást végző részlegét) vezetésére jogosító engedély, az ÁNTSZ OTH adja, az adott közforgalmú gyógyszertár vezetésére jogosít

#### Személyes gyógyszertár-működtetési (személyi) jog
Szakmai gyakorlattal rendelkező gyógyszerész részére, adott közforgalmú gyógyszertár vezetésére és működtetésére szóló engedély. (korábban: szakmai gyakorlattal rendelkező gyógyszerész részére közforgalmú gyógyszertár kizárólagos működtetésére, a Magyar Gyógyszerész Kamara által adott engedély)
- A személyi jog feltételei

Gyógyszerész a diploma megszerzése után EGT-tagállamban közforgalmú, fiók, vagy intézeti gyógyszertárban (figyelembe vehető nem-EGT-tagállam is) 5 éves gyakorlatot szerzett, 2 év, ha legalább 3 év gyakorlata van az alábbi helyeken, s ez nem 3 évnél régebben volt:
a gyógyszerészettel összefüggő, tudományos, oktatási terület, közigazgatás, gyógyszergyártás, -kereskedelem, nem-EGT-tagállami gyógyszertárban 1 év, ha >10 év szakmai gyakorlat és a szakirányú gyakorlat.
- Nem engedélyezhető

visszavonták, 5 évig; büntetett előéletű vagy eltiltották a gyógyszerészi foglalkozástól; le lehet mondani a személyi jogról (írásban, az OTH-hoz), de a gyógyszertárnak még 6 hónapig működnie kell (kivéve, ha van másik a településen). Vissza kell vonni a személyi jogot, ha a kérelmező rosszhiszemű volt, már vezet közforgalmú gyógyszertárat és 3 éven belül legalább 2 alkalommal hatósági vezetőt kellett kirendelni. Ismételt figyelmeztetés ellenére a gyógyszertárat nem személyesen vezeti. Foglalkozás körében elkövetett veszélyeztetés vagy gazdasági bűncselekmény miatt büntetett előéletűvé válik vagy letöltendő szabadságvesztésre ítélik vagy eltiltják a gyógyszerészi hivatás gyakorlásától, csődbűncselekmény miatt jogerősen elítélik. A személyi jogos vagy más a gyógyszertárban ismételten megsérti az ajándékozási szabályokat. Személyi jog visszavonása után a működése engedélyt is vissza kell vonni, hacsak a működtető gazdasági társaság 6 hónapon belül nem biztosít személyi jogos gyógyszerészt. De ha csődbűntett miatt vonják vissza, az az ítélet hatályba lépésének napján életbe lép! Olyan gazdasági társaság részére, amelynek csődbűntett miatt elítélt tagja volt, a bűntetett előélet hatálya alatt, illetve 5 évig, létesítési és működési engedély nem adható.
- Megszűnik a személyi jog

Lemondás, halál, visszavonták. Ha lemondás vagy halál miatt, akkor a feltételeknek megfelelő házastárs, leszármazott, felmenő – kérelem esetén – lesz a személyi jogos, ha több ilyen van, megegyezésükről a lemondást/halált követő 45 napon belül megállapodást nyújtanak be az OTH-hoz, ha házastárs vagy gyermek nem felel meg a személyi jog feltételeinek, de gyógyszerész vagy gyógyszerész egyetemi hallgató, úgy a gyógyszertár felelős vezetővel működhet az alkalmassá válásig. A személyi jog átruházható a feltételeknek megfelelő más gyógyszerésznek az OTH engedélyével és a gyógyszertárat működtető GT jóváhagyásával – ekkor a szakigazgatási szerv módosítja a működési engedélyt.
- Nem lehet gyógyszertár vezetője

Ha cselekvőképességet kizáró/korlátozó gondnokság alatt áll, bíróság jogerősen eltiltott a gyógyszerészi foglalkozástól. A közforgalmú gyógyszertárat (kivéve hatósági vagy felelős vezető esetét) a személyi jogos gyógyszerész vezeti.

#### Felelős vezető
A személyi jogos adott ideig nem tudja vezetni a gyógyszertárat, felelős vezetőről köteles gondoskodni. A felelős vezető <60 napig látja ezt el: feleljen meg a gyógyszertárvezetői feltételeknek és be kell jelenteni a megyei népegészségügyi szakigazgatási szervnek. Ez a 60 nap feleljen meg a személyi jogos gyógyszerész feltételeinek és rendelkezik a megyei szakigazgatási szerv engedélyével.

##### Személyre szabott munkakörök meghatározása
A személyi jogos gyógyszerész írásban rögzíti, minden beosztott személyre a gyógyszerkiadás feltételeit. Gyógyszert gyógyszertárban csak gyógyszerész vagy gyógyszertári szakasszisztens adhat ki. Gyógyszerészi oklevéllel nem rendelkező személy gyógyszer készítésénél csak gyógyszerész felügyelete és irányítása mellett segédkezhet. Házhoz-szállítás esetén a gyógyszertár vezetője a felelős a kiszolgáltatás szakszerűségéért és pontosságáért.

### Beosztott gyógyszerész
- Magyar egyetemen gyógyszerészi diplomát szerzett vagy külföldön szerzett diplomáját honosították
- A gyógyszerészek nyilvántartásába felvételt nyert és működési engedélye van
- Minden olyan gyógyszerészi munkában részt vesz, amivel őt a gyógyszertárvezető vagy helyettese megbízza.
- Fontosabb tevékenységek

Gyógyszerkészítés
Gyógyszerkiadás
Gyógyszerészi tanácsadás
Egészségnevelés
Gyógyszervizsgálat
Impleálás
Asszisztensek munkájának irányítása és felügyelete
Az oktató gyógyszerész feladata az egyetemi hallgatók és asszisztensjelöltek gyakorlati oktatása, munkájuk ellenőrzése és irányítása.

### Gyógyszertári asszisztens
A gyógyszertári asszisztens a gyógyszerész közvetlen munkatársa. Nemcsak részfeladatokat végez, hanem ismernie kell a gyógyszertári munka összefüggéseit is.
Az okleveles asszisztensek szakképesítést szerezhetnek a következő szakokon: gyógyszer-expediáló, gyógyszergazdálkodó és analitikus.

### Szakképzetlen dolgozók
Takarítónő, segédmunkás csak szakképesítést nem igénylő munkát végezhetnek, pl. porok, teák, meghatározott mennyiségben való csomagolása szakképzett dolgozó irányításával. A takarítónő, segédmunkás feladata a gyógyszertár tisztán tartása, fűtése, az edényzet mosogatása, kézbesítés